# Oddział Masłakowa
Oddział Masłakowa (ros. Отряд Маслаковa) – antybolszewicki oddział zbrojny w 1921 r.
Grigorij S. Masłakow, b. carski artylerzysta, pod koniec 1917 r. sformował bolszewicki oddział partyzancki, który nad rzeką Manycz toczył walki z wojskami kozackimi atamana gen. Piotra N. Krasnowa i Białymi gen. Antona I. Denikina. Oddział wszedł w skład Korpusu Konnego Borisa M. Dumienki, w którym G. S. Masłakow został dowódcą pułku kawalerii. Od 1919 r. G. S. Masłakow walczył w 1 Armii Konnej jako dowódca I Brygady 4 Dywizji Konnej. Po zakończeniu wojny z Polakami brygada w grudniu 1920 r. została rozmieszczona na obszarze guberni jekaterynosławskiej w celu zwalczania oddziałów Nestora I. Machno. Z powodu braku żywności jej sytuacji stała się jednak katastrofalna. Ponadto kombryga G. S. Masłakowa dowództwo 1 Armii Konnej zamierzało oddać pod trybunał wojskowy za „działalność kontrrewolucyjną”. W tej sytuacji na pocz. lutego 1921 r. samowolnie on wydał rozkaz rzekomo w imieniu dowódcy 4 Dywizji Konnej o przejściu jego oddziałów nad Don. Przechodząc przez chutor Koczereżskij i pobliską wieś Chandoliejewka kombryg G. S. Masłakow ogłosił wezwanie do walki z bolszewikami „za prawdziwą władzę sowiecką bez komunistów i dostaw przymusowych”, podporządkowując się N. I. Machno jako dowódca Kaukaskiej Armii Powstańczej. Następnie połączył się z oddziałem „machnowskim” Browy, który objął funkcję szefa sztabu w połączonym oddziale. Na jego czele stanął G. S. Masłakow. Na pocz. marca 1921 r. nowo sformowana Samodzielna Grupa Dońska G. S. Masłakowa ruszyła na Kaukaz Północny, ale w rejonie Stawropola została rozbita przez wojska bolszewickie. Około 2 tys. ocalałych kawalerzystów wycofało się na północny wschód w stepy kałmuckie. Większość z nich zdezerterowała po drodze. 13 marca we wsi Riemontnoje zebrało się ok. 400 „masłakowców”. Następnego dnia zajęli oni wieś Zawietnoje. 16 marca w wyniku walki z bolszewikami ponieśli duże straty, uchodząc w kierunku na Astrachań. 19 marca Włodzimierz Lenin polecił Lwu D. Trockiemu zniszczyć oddział G. S. Masłakowa. 23 marca wojska bolszewickie okrążyły „masłakowców” w rejonie wsi Roguli, leżącej na granicy Kraju Stawropolskiego i Kałmucji, rozbijając ich. Do niewoli dostało się ok. 200 ludzi. Resztki oddziału na pocz. kwietnia przedostały się w stepy kałmuckie na wschód od Elisty, gdzie dołączyli do nich kałmuccy powstańcy pod wodzą Horywania. Liczebność połączonego oddziału wyniosła ok. 200 konnych. Grigorij S. Masłakow zamierzał dołączyć do wojsk powstańczych w guberni tambowskiej Aleksandra S. Antonowa. Na pocz. maja oddział działał w rejonie wsi Remontnoje-Wałujewka. Grabił bolszewickie rewkomy, ispołkomy i sielsowiety. W poł. maja 1 Armia Konna wyruszyła z Jekaterynosławia nad Don, aby zniszczyć „machnowców”. W rejonie wsi Striemiennoje doszło do bitwy z oddziałem Pietrenki - Płatonowa, w którym ze swoim sztabem przebywał N. I. Machno. Zakończyła się ona klęską bolszewickiej 19 Dywizji Kawalerii. Wykorzystując ją, na pocz. czerwca oddział G. S. Masłakowa przeszedł na obszar guberni atrachańskiej, otrzymując nowych ochotników. Podzielił się na mniejsze oddziały, które działały oddzielnie. W poł. czerwca jeden z tych oddziałów schwytał w komunie nr 1 im. Budionnego zdemobilizowanych wyższych wojskowych 1 Armii Konnej - kombryga Nikołaja S. Alauchowa i Alima Lemienko. Na pocz. lipca „masłakowcy” przeszli na prawy brzeg Donu w celu połączenia się z większym oddziałem „machnowców”, działającym na granicy obwodu dońskiego. Do spotkania doszło w nocy z 26 na 27 lipca w rejonie stanicy Kazanskaja. Połączone siły liczyły ok. 450 konnych. Ruszyły na Kubań. 2 sierpnia pod stanicą Szaptuchowskaja zostały jednak pobite przez 1 Armię Konną. Pod koniec sierpnia 150-osobowy oddział konny G. S. Masłakowa przedostał się do uść-miedwiedickiego okręgu. Pod koniec września działał w okolicy chutorów Raspopinskij i Kletskij, kierując się nad Don. Został jednak całkowicie zniszczony przez oddziały bolszewickie. Według części źródeł G. S. Masłakowowi udało się na czele niedużej grupy podkomendnych ujść na Północny Kaukaz, gdzie pod koniec września został przez nich zabity z powodu ogłoszenia amnestii dla buntowników.